# 유남규
유남규(劉南奎, 1968년 6월 4일~)는 대한민국의 전 탁구 선수이자 탁구 감독이다. 1988년 하계 올림픽 결승에서 김기택을 꺾고 금메달을 획득하였다. 현재 한국거래소 탁구단의 감독을 맡고 있으며, 국가대표팀 감독을 겸하고 있다.

## 학력
- 영선초등학교 졸업
- 부산남중학교 졸업
- 경성전자고등학교 졸업
- 경성대학교 체육교육학과 졸업
- 고려대학교 대학원 체육교육학과 졸업(석사)
- 경희대학교 대학원 체육교육학과 졸업(박사)

## 방송
- 2001년 KBS1 《가족오락관》
- 2001년 SBS 일일시트콤 《웬만해선 그들을 막을 수 없다》 - 유남규 역
- 2012년 KBS2 《해피투게더》
- 2012년 MBC 《황금어장 라디오스타》
- 2013년 KBS2 《우리동네 예체능》